# Черен капуцин
Черен капуцин (Cebus nigritus) е вид примат от семейство Капуцинови (Cebidae). Видът е почти застрашен от изчезване.

## Разпространение и местообитание
Разпространен е в Аржентина (Мисионес) и Бразилия (Еспирито Санто, Минас Жерайс, Парана, Рио Гранди до Сул, Рио де Жанейро, Санта Катарина и Сао Пауло).
Обитава гористи местности, национални паркове, крайбрежия и плажове в райони с тропически и субтропичен климат.

## Описание
На дължина достигат до 43,5 cm.
Продължителността им на живот е около 44 години. Популацията на вида е намаляваща.